# Phobocampe horstmanni
Phobocampe horstmanni är en stekelart som beskrevs av Sedivy 2004. Phobocampe horstmanni ingår i släktet Phobocampe och familjen brokparasitsteklar. Inga underarter finns listade i Catalogue of Life.